# Sladko v ustih
Sladko v ustih ali Kako početi sladke stvari, ne da bi pri tem izgubili razum, je družbeni roman, malo manj poznane slovaške avtorice Barbore Kardošove. V slovenščino je bil preveden leta 2011. Roman je poseben, saj poleg zapletov glavnih junakov vplete v zgodbe še priložnost za dobro hrano.  Ponuja nam recepte različnih kuharskih dobrot, torej sladic,  ki jih lahko bralec pripravi v svoji kuhinji.

## Vsebina
V romanu se srečamo z več glavnimi osebami. Stela hrepeni po ljubezni, za katero ne ve ali bi jo dobila pri možu ali ljubimcu. Rita hoče družbo, zato hiti iz objema v objem. Angela si želi otroka in družino spet skupaj. Billy hrepeni po Riti, Emil po domu in Leo po uspehu. Vsi so v najlepših letih, ko si lahko na poti do sreče privoščijo skoraj vse, sovraštvo, prevaro, prijateljstvo, ljubezen in tudi tiramisu.Nekaterim se sanje izpolnijo, nekaterim pač ne.

## Izdaja
Roman je na slovaškem izšel leta 2009, v slovenščini pa 2011 pri založbi Amarillo. 